# Arbeitsgemeinschaft für Osteosynthesefragen

Logo of AO Foundation

Arbeitsgemeinschaft für Osteosynthesefragen (niemieckie Stowarzyszenie na rzecz badań nad stabilizacją wewnętrzną) a także AO Foundation, powszechnie nazywane AO jest organizacją non-profit zajmującą się poprawą opieki nad pacjentami z obrażeniami narządu ruchu i ich następstwami. Dystrybucją i sprzedażą wszystkich produktów AO zajmuje się spółka zależna Synthes.
Fundacja została założona w Szwajcarii w 1958 roku. Regularnie organizuje kursy na całym świecie dla ortopedów i innych pracowników służby zdrowia, na które składają się wykłady teoretyczne, zajęcia praktyczne jak również grupy dyskusyjne.